# Fraga (Huesca)
Fraga ist eine Stadt in der Provinz Huesca in der Autonomen Region Aragón in Spanien und gleichzeitig Hauptort der Comarca Bajo Cinca. Die flächenmäßig sehr ausgedehnte Gemeinde hatte 15.390 Einwohner (Stand: 2024). Das im Tal des Cinca gelegene Fraga ist der größte Ort der traditionell katalanischsprachigen Franja de Aragón (der lokale Dialekt heißt fragatino oder fragatí). Die Stadt besitzt zwei durch Brücken verbundene Teile an beiden Ufern des Cinca, Fraga la Vieja und Las Afueras (Fraga la Nueva) sowie ein Industriegebiet.

## Geschichte
Die Besiedelung des Orts geht auf vorrömische Zeit zurück. Nördlich der Stadt lag die römische Villa Fortunatus. Es wird vermutet, dass es sich bei der bei Ptolemäus genannten Stadt Gallica Flavia um Fraga handeln könnte.
Nach der maurischen Eroberung im Jahr 714 entstand die Stadt Medina Afraga, auf die das historische Zentrum zurückgeht. Nach dem Fall des Kalifats von Córdoba im Jahr 1010 geriet die Stadt unter die Herrschaft von Saragossa und  Lleida. König Alfons I. versuchte 1134 in der Schlacht von Fraga vergeblich, sie zu erobern. Gleichzeitig mit Lleida wurde sie 1149 erobert. In der Folge war die Stadt zwischen Aragonien und Katalonien umstritten. 1391 erhielt Fraga einen Markt. 1610 wurden die Morisken vertrieben. Im Spanischen Erbfolgekrieg erhielt Fraga 1709 die Bezeichnung „ciudad“ und 1710 den Titel „vencedora y fidelísima“.

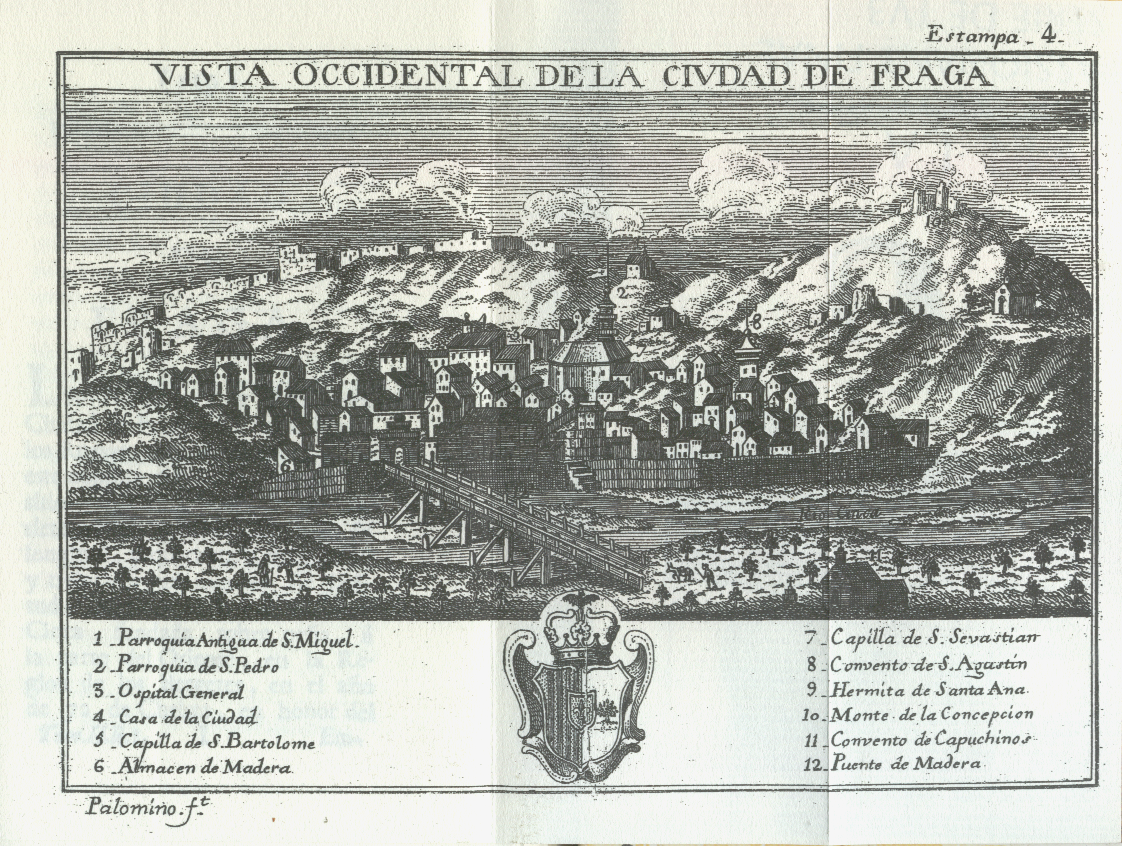
Ansicht der Stadt im Jahr 1779

Im Unabhängigkeitskrieg wurde Fraga von französischen Truppen besetzt. Im Bürgerkrieg stand die Stadt unter anarchosyndikalistischer Herrschaft.

## Kirchliche Zugehörigkeit
Von 1149 bis 1995 gehörte die Stadt zum Bistum Lleida, seither zum Bistum Barbastro-Monzón.

## Wirtschaft
Im Gebiet der Stadt wie der Comarca herrscht die Landwirtschaft vor. In der „huerta“ werden hauptsächlich Pfirsiche und Äpfel angebaut. Berühmt waren die heute kaum noch produzierten Feigen von Fraga. Auf den Höhen wird Getreide, daneben werden Oliven, Mandeln und Sonnenblumen angebaut. In der Gemeinde befinden sich daneben verschiedene Viehzuchtbetriebe. Der tertiäre Sektor beschäftigt rund ein Drittel der Bevölkerung.
Jährlich findet eine kleine Mustermesse statt. Eine logistische Plattform befindet sich an der Autobahn A2, die wie die Autobahn AP2 und die Nationalstraße N II durch das Stadtgebiet führt.

## Sehenswürdigkeiten

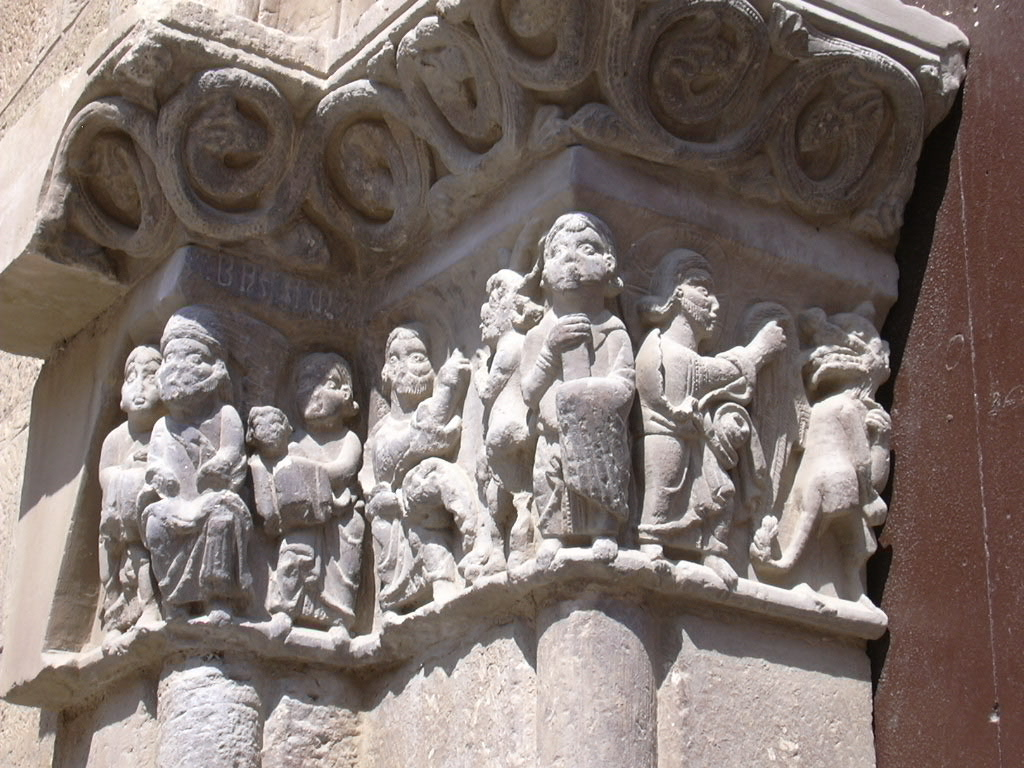
Romanisches Kapitell der Pfarrkirche

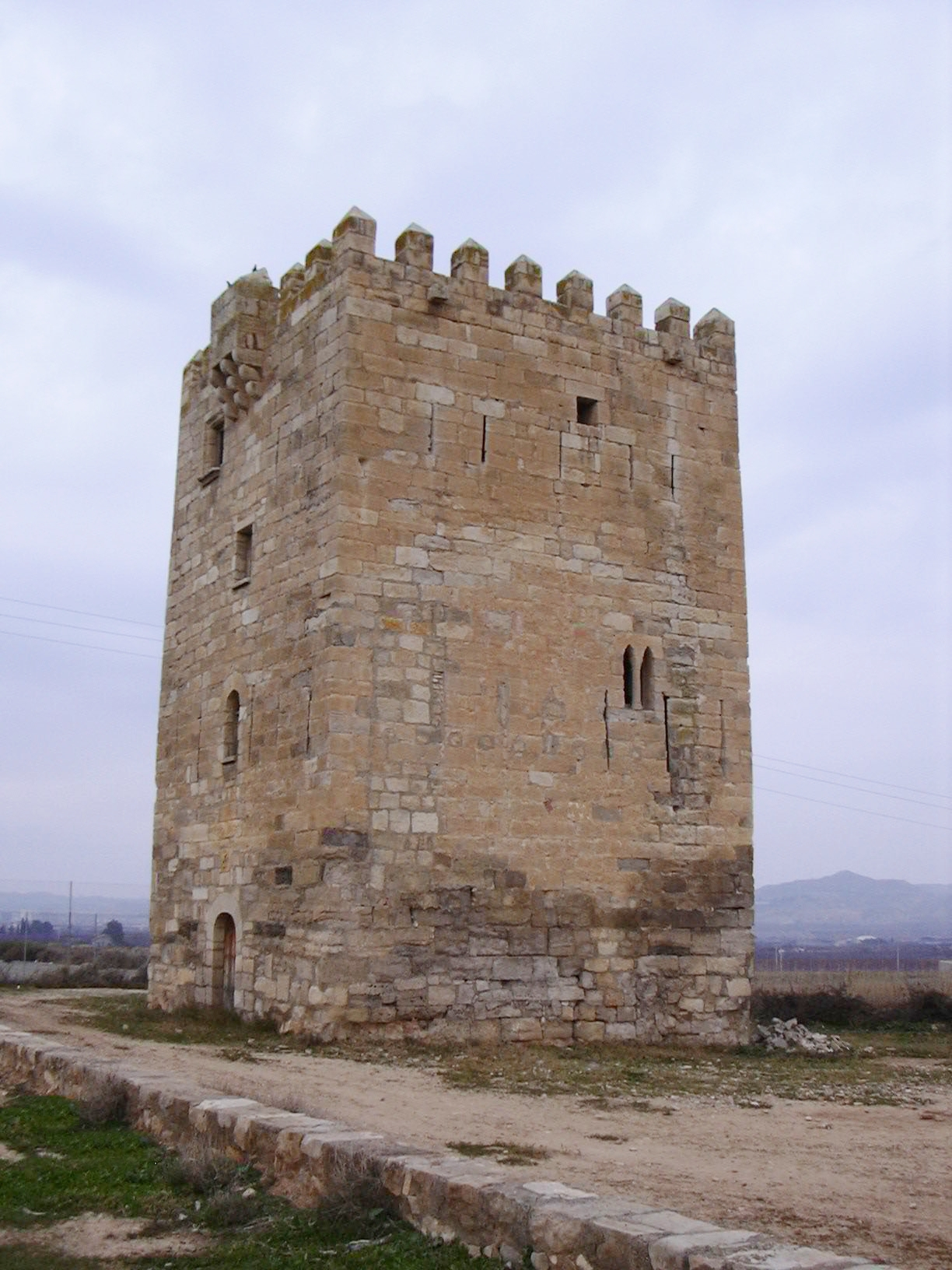
Torre de los Frailes

- Pfarrkirche San Pedro mit romanischen Kapitellen
- Palacio Montcada
- Die 2007 als Ausstellungsraum hergerichtete Burgruine.
- Torre de los Frailes
- Außerhalb des Orts die Villa Fortunatus.

## Städtepartnerschaften
- Frankreich Tarascon
- Nicaragua Catarina